# Suillus brevipes
Suillus brevipes es una especie de hongo de la familia Suillaceae. Los cuerpos fructíferos (basidiocarpos o setas) producidos por el hongo se caracterizan por un sombrero de color marrón rojizo o chocolate cubierto con una capa pegajosa de cieno, así como un estipe corto y blanquecino que no tiene velo parcial o puntos glandulares prominentes oscuros o de color. El sombrero puede alcanzar un diámetro de aproximadamente 10 cm, mientras que el estipe tiene hasta 6 cm de largo y 2 cm de grosor. Al igual que otros boletos, S. brevipes produce esporas en una capa de tubos esponjosos dispuestos verticalmente con aberturas que forman una película de pequeños poros de color amarillento en la parte inferior del sombrero.
Crece en asociaciones micorrícicas con varias especies de pinos de dos y tres plantas con acículas, especialmente P. contorta y P. ponderosa. El hongo se encuentra en toda América del Norte, y se ha introducido a otras regiones a través de los pinos trasplantados. Tiene varias etapas de desarrollo y se encuentra en todos los estadios de la sucesión de hongos micorrícicos presente en los rebrotes de P. banksiana después de la tala o los incendios. Las setas son comestibles y ricas en ácido linoleico, un ácido graso esencial.

## Descripción
El sombrero es de color marrón oscuro a castaño, aunque después se curte con la edad, y no magulla al manipularlo. La superficie es lisa, y, dependiendo de la humedad en el medio ambiente, puede variar desde pegajosa a viscosa al tacto. En función de su madurez, la forma del sombrero puede variar desde esférica a ampliamente convexa. El tamaño es mediano, de 5-10 cm de ancho, y la cutícula del sombrero puede desprenderse de la superficie. Los tubos son amarillos, haciéndose verdes oliva con la edad, y tienen un anexo al estipe que se presenta como adnato (con la mayor parte del tubo fusionado en el estipe) o decurrente (con los tubos muy unidos, pero recorriendo un poco hacia abajo a lo largo del estipe). Por lo general, tienen hasta 1 cm de profundidad, y aproximadamente 2.1 bocas (poros) por mm². Los poros son redondos, de 1-2 mm de diámetro, y el tejido que los rodea es amarillo claro y no cambia de color cuando se lastiman.
El estipe es blanco a amarillo pálido, seco, sólido, sin moretones por golpes, y pruinoso (que presenta un polvo blanquecino muy fino en la superficie). Un rasgo característico de muchas especies de Suillus son los puntos glandulares que se encuentran en el estipe —grupos de células hifales terminales en las cuales el hongo segrega diversos desechos metabólicos, dejando un «punto» pegajoso o resinoso—. En S. brevipes, la forma de los puntos glandulares es variable: pueden estar ausentes, ligeramente subdesarrollados u oscurecidos con la edad. El estipe suele ser corto en comparación con el diámetro del sombrero, por lo general de 2-6 cm de largo y 1-2 cm de grosor; puede tener igual ancho en toda su longitud, o forma cónica hacia abajo. La superficie tiene orificios diminutos de punción en la madurez, y es ligeramente fibrosa en la base. Las setas recolectadas en Nueva Zelanda tienden a tener una coloración rojiza en la base del estipe. Inicialmente, la carne es blanca, pero se torna amarilla pálida con la edad. El olor y el sabor son suaves. La esporada es marrón o canela.

### Características microscópicas
Las esporas son elípticas a oblongas, lisas, y miden 7-10 x 3-4 µm. Los basidios (células productoras de esporas) tienen paredes delgadas, en forma de bastón o casi cilíndricos, y meden 2-25 x 5-7 µm. Poseen dos o cuatro esporas. Los pleurocistidios (cistidios en los lados de las láminas) tiene una forma aproximadamente cilíndrica con extremos redondeados, paredes delgadas, y 40-55 x 5-8 µm. El contenido de las células tiende a ser marrón, y en presencia de hidróxido de potasio (KOH) al 2 % se observará hialino (translúcido) o vinoso (vino rojizo); en reactivo de Melzer se tornan de color amarillo pálido o marrón. Los cheilocistidios (cistidios que se encuentran en los bordes de las láminas) tienen 30-60 x 7-10 µm, con forma de bastón o casi cilíndrica, paredes delgadas con material marrón incrustado en la base, y dispuestos en un haz de fibras. En KOH se observan hialinos, y son de color amarillo pálido en reactivo de Melzer. Los caulocistidios (que se encuentran sobre el estipe) son cilíndricos, miden 60-90 x 7-9 µm, tienen extremos redondeados y están dispuestos en fardos con partículas de pigmento marrón en la base; se tornan vinosos en KOH. La cutícula del sombrero está hecha de una capa gelatinosa de hifas entretejidas que, individualmente, tienen 2-5 µm de grosor; las hifas gelatinosas son responsables de la viscosidad de la cutícula. No hay uniones en abrazadera en las hifas.

### Comestibilidad

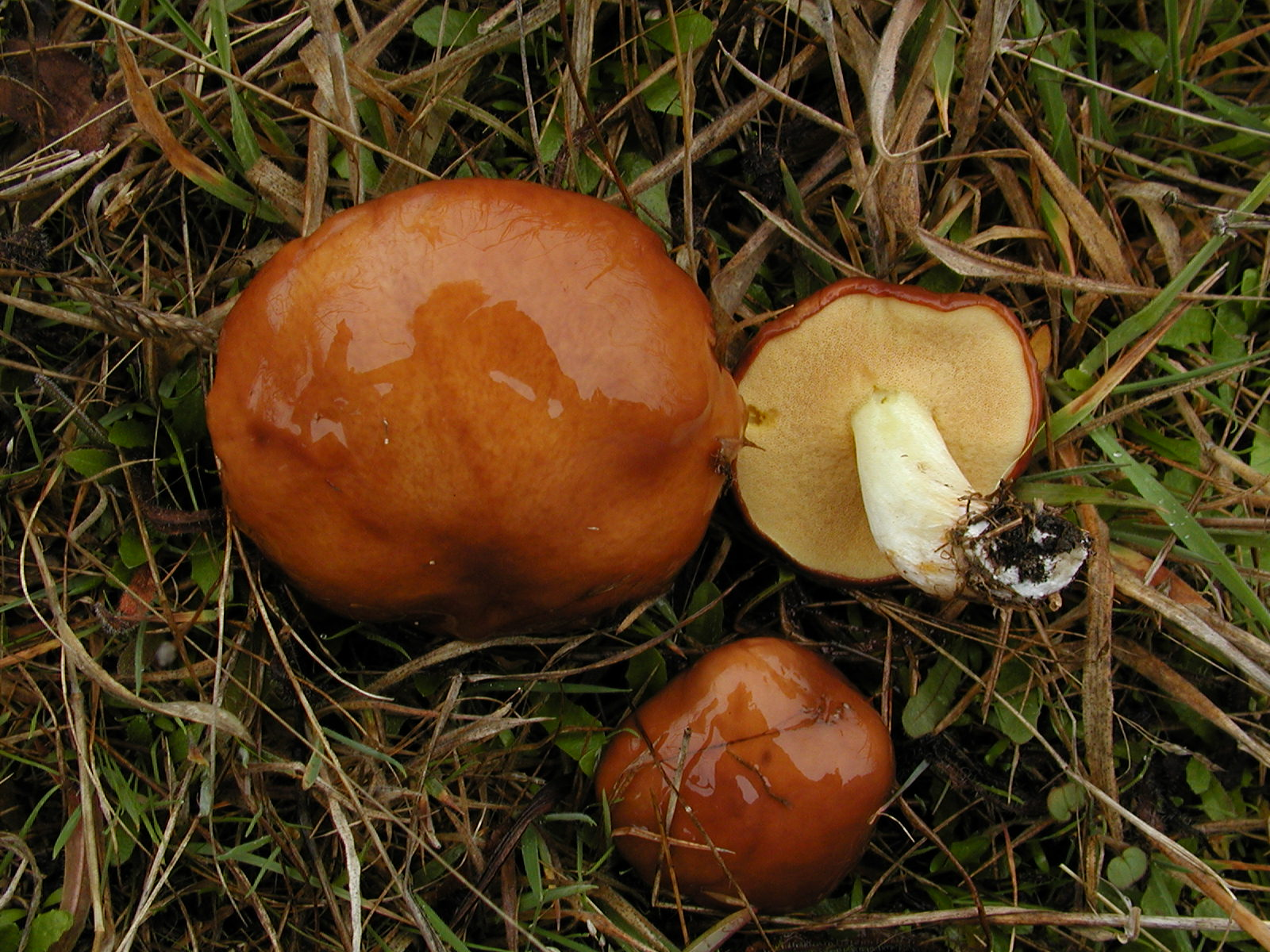
En la literatura se recomienda pelar la viscosa cutícula del sombrero antes de consumirla.

Al igual que muchas especies del género Suillus, S. brevipes es comestible y el hongo se considera recomendado por algunos autores. El olor es suave, y el sabor es poco picante o ácido suave. Algunos autores recomiendan quitar la cutícula viscosa y, en especímenes de mayor edad, la capa de tubos antes de consumir el sombrero. Los hongos son comunes en la dieta de los osos pardos en el parque nacional de Yellowstone.
En 1973 se analizó la composición de ácidos grasos en los basidiocarpos de S. brevipes. El sombrero posee un contenido superior de lípidos al del estipe —18.4 % de peso en seco, en comparación con 12.4 %—. En el sombrero, el ácido linoleico constituye el 50.7 % de los lípidos totales (65.7 % en el estipe), el ácido oleico era de 29.9 % (12.4 % en el estipe), seguido de ácido palmítico en 10.5 % (12.6 % en el estipe). El ácido linoleico, un miembro del grupo de los ácidos grasos esenciales —conocidos como ácidos grasos ω-6—, constituye un requisito esencial para la dieta de los seres humanos, que debe ser tomado en la proporción adecuada respecto a los ácidos grasos ω-3.

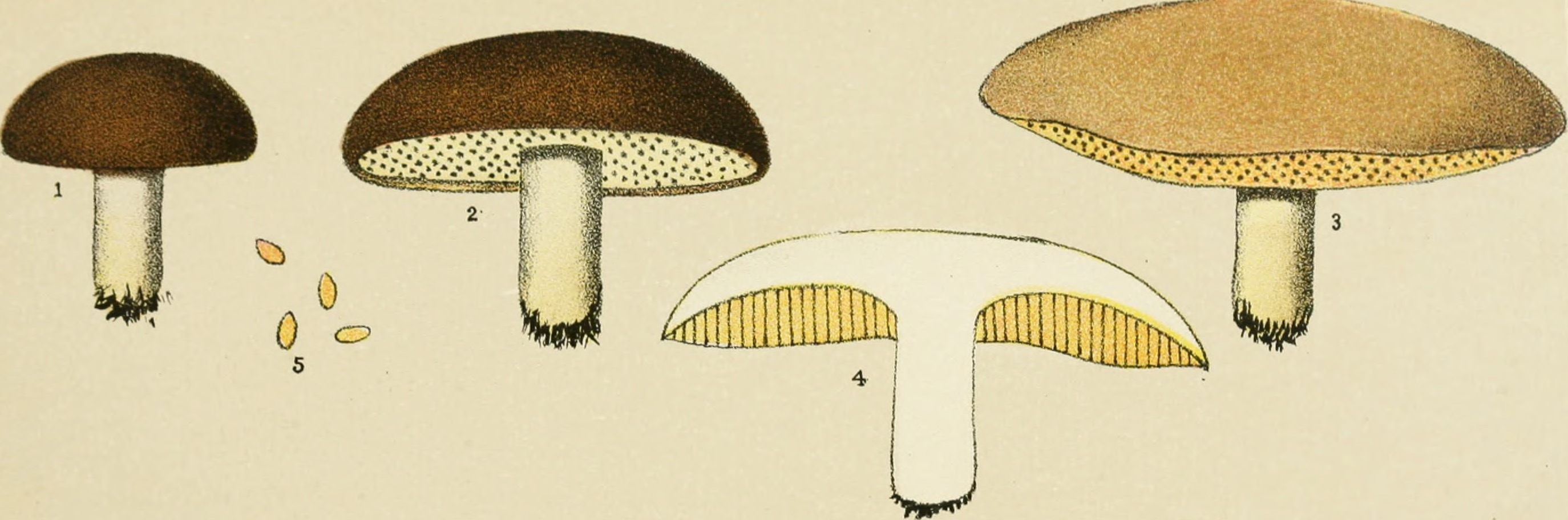
Ilustración de las diferentes etapas de crecimiento de los basidiocarpos.

## Taxonomía

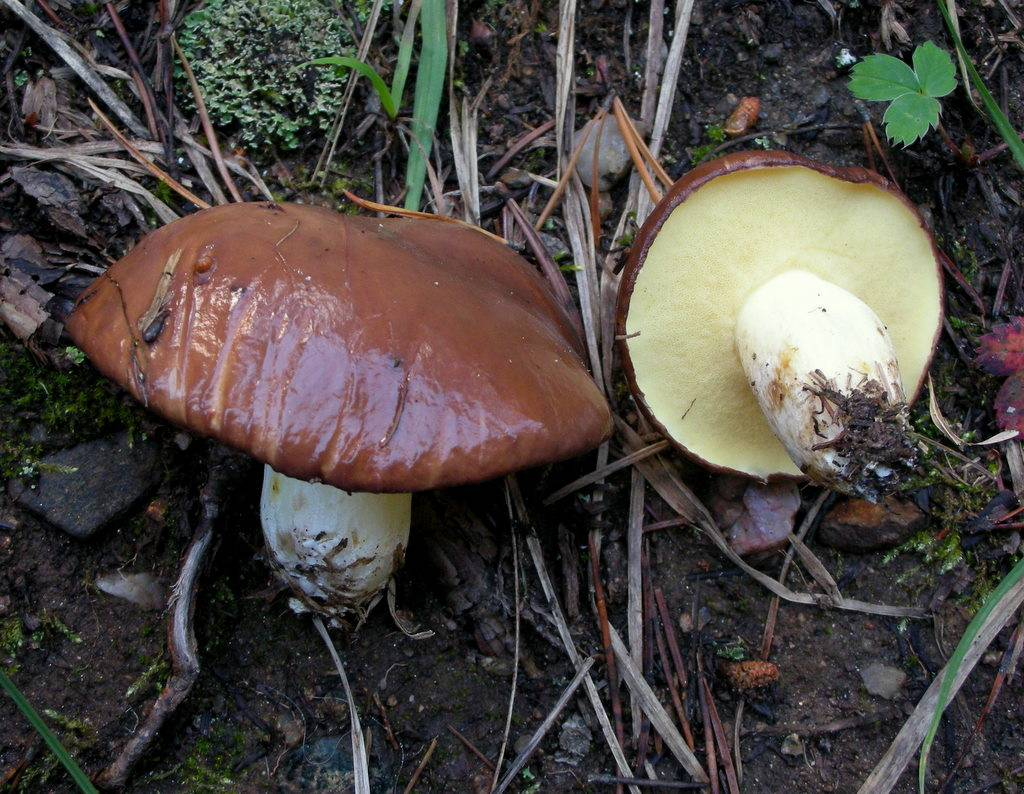
Ejemplares fotografiados en el bosque experimental Fraser, Colorado.

La especie fue descrita científicamente como Boletus viscosus por el micólogo estadounidense Charles Christopher Frost en 1874. En 1885, Charles Horton Peck, quien había encontrado ejemplares en los bosques de pinos del condado de Albany, explicó que el nombre de la especie era un homónimo taxonómico (Boletus viscosus ya estaba en uso por otra especie nombrada por Ventenat en 1863), y le cambió el nombre a Boletus brevipes. Su nombre actual fue asignado por Carl Ernst Otto Kuntze en 1898. William Alphonso Murrill la rebautizó como Rostkovites brevipes en 1948; el género Rostkovites ahora es considerado sinónimo de Suillus.
El especialista en hongos agaricales Rolf Singer incluyó a Suillus brevipes en la subsección Suillus del género Suillus, una agrupación infragenérica (un nivel taxonómico inferior al de género) de especies que se caracterizan por una esporada marrón o canela, y poros de menos de 1 mm de ancho. Análisis filogenéticos moleculares de secuencias de ADN ribosómico revelaron que las especies más estrechamente relacionadas incluyen S. luteus, S. pseudobrevipes, y S. weaverae (anteriormente Fuscoboletinus weaverae). El epíteto específico proviene del vocablo latino brevipes, que significa ‘pierna corta’.

### Especies similares
Varias especies de Suillus que crecen bajo los pinos podrían confundirse con S. brevipes. S. granulatus tiene un estipe más largo y granos diferentes sobre el estipe. S. brevipes se diferencia de S. albidipes al no tener una tira de tejido velar algodonoso (derivado del velo parcial) en el borde cuando está joven. S. pallidiceps se distingue por su sombrero amarillo pálido; y S. albivelatus tiene un velo. S. pungens tiene un olor acre característico, en comparación al olor suave de S. brevipes, y, al igual que S. granulatus, tiene puntos glandulares en el estipe.

## Hábitat y distribución
Crece en solitario, disperso o en grupos sobre la tierra a finales de verano y otoño. Es una seta común —en ocasiones, abundante—, habita la mayor parte de América del Norte (incluyendo Hawái), el sur de México y el norte de Canadá. Se ha encontrado en Puerto Rico creciendo en la base de pinos macho, donde se cree que fue introducida inadvertidamente desde Carolina del Norte por el Servicio Forestal del USDA en 1955. También se produjeron otras introducciones en las plantaciones de pinos exóticos en Argentina, la India, Nueva Zelanda, Japón y Taiwán.

## Ecología

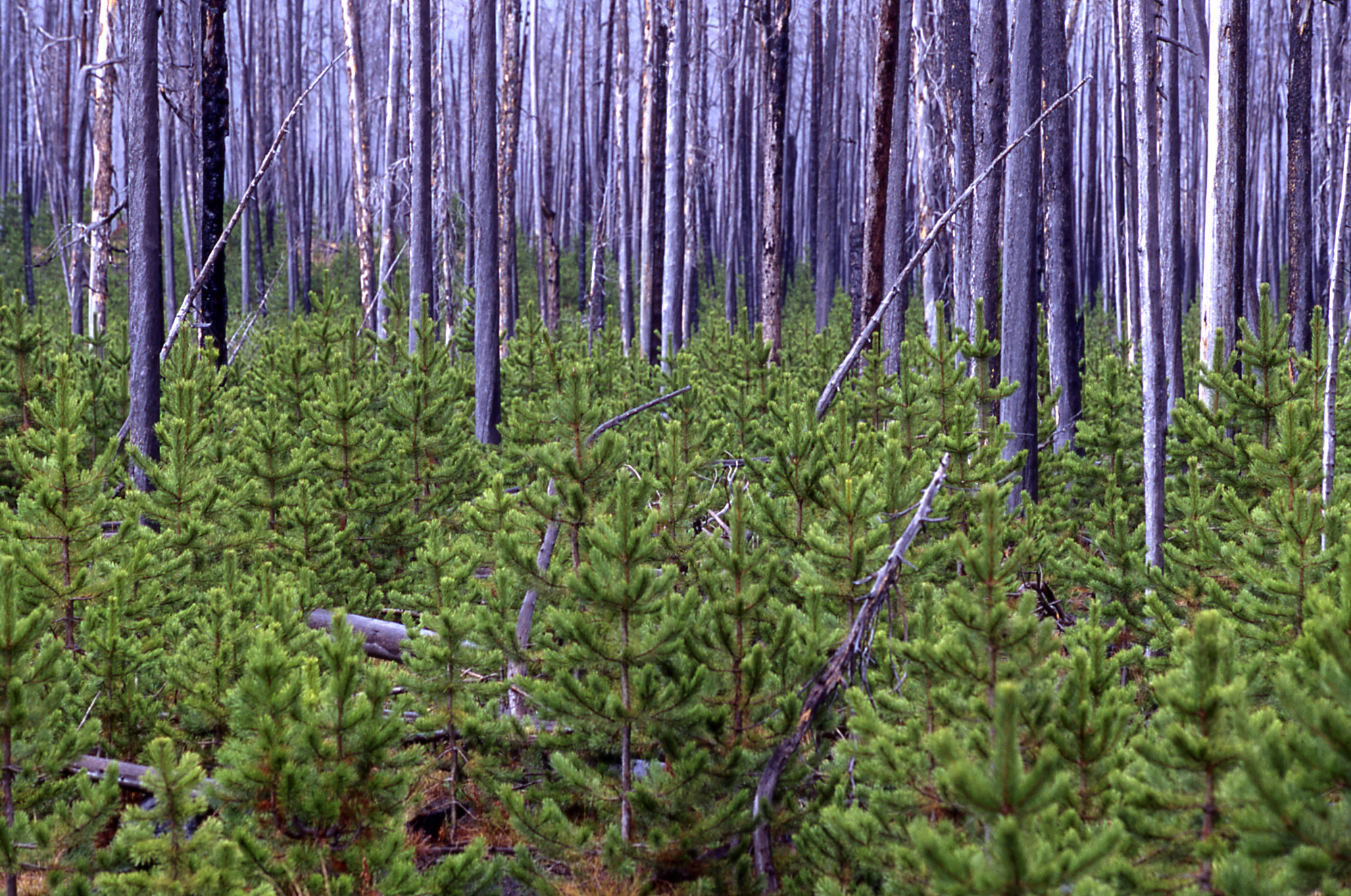
El hongo aparece al principio de la sucesión de los hongos micorrícicos durante el rebrote de pinos después de un incendio.

Es un hongo micorrícico y desarrolla una estrecha asociación simbiótica con las raíces de varias especies de árboles, especialmente pinos. Los micelios subterráneos forman una envoltura alrededor de las raicillas del árbol, y las hifas del hongo penetran entre las células corticales de la raíz, formando ectomicorrizas. De esta manera, el hongo puede suministrar minerales al árbol, mientras que el árbol en reciprocidad le suministra carbohidratos creados por la fotosíntesis. En la naturaleza, se asocia con pinos de dos y tres acículas, especialmente Pinus contorta y P. ponderosa. En condiciones controladas en el laboratorio, el hongo ha demostrado que puede formar ectomicorrizas con los dos anteriores, P. taeda, P. strobus, P. patula, P. serotina, P. radiata y P. resinosa. Las asociaciones de micorrizas in vitro formadas con especies que no pertenecen a Pinus incluyen Arbutus menziesii, Arctostaphylos uva-ursi, Larix occidentalis, Picea sitchensis y Pseudotsuga menziesii var. menziesii. El crecimiento fúngico se inhibe ante la presencia de altos niveles de metales pesados, como el cadmio (350 ppm), plomo (200 ppm) y níquel (20 ppm).
En la regeneración de pinos tras una perturbación, como la tala o incendio forestal, la especie aparece en una serie ordenada de hongos micorrícicos en la que una especie es reemplazada por otra. Un estudio sobre la sucesión ecológica de los hongos ectomicorrízicos en bosques de pinos de Banks tras un incendio concluyó que S. brevipes es un hongo multietapa. En dicho estudio, se observó al hongo creciendo relativamente al principio del ciclo de vida del árbol; los basidiocarpos eran comunes en grupos de árboles de seis años y colonizaron la mayor parte de las puntas de las raíces. El hongo estuvo durante toda la vida del árbol, pues se encontró en grupos de árboles de 41, 65 y 122 años de edad. No obstante, hubo una reducción relativa en la prevalencia del hongo con el aumento de la edad del grupo, lo que el investigador del estudio atribuye a la creciente competencia de otros hongos y un cambio de hábitat provocado por la limitación del dosel arbóreo.
Generalmente, S. brevipes responde favorablemente a prácticas silvícolas como la tala y poda. Un estudio publicado en 1996 demostró que la abundancia de los basidiocarpos aumentó cuando incrementó la intensidad de la perturbación. Se ha sugerido que los rizomorfos de paredes gruesas y nervudas producidas por el hongo le sirven como una adaptación que le ayuda a sobrevivir y seguir siendo viable por cierto período de tiempo después de la perturbación.